# 800-talet

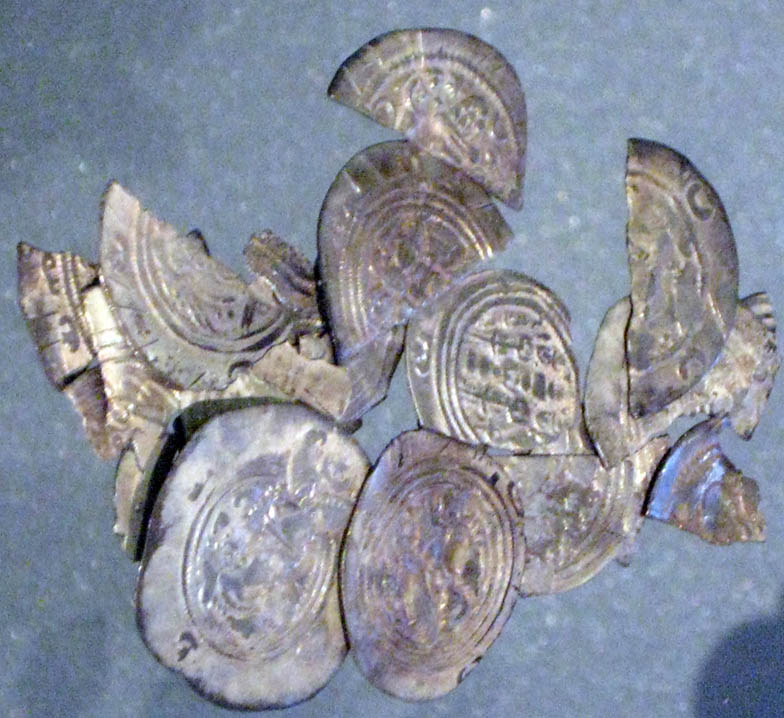
Sassanidiska mynt från Persien funna i en vikingaskatt från 800-talet. Skatten kallas Sundvedaskatten och upptäcktes 2008.

Vid sekelskiftet 800 övergår i Sveriges historia Vendeltiden till Vikingatiden och vi befinner oss i den nordeuropeiska järnåldern. I Central- och Sydeuropa ingår 800-talet i perioden kallad Tidig medeltid.
Under 800-talet pågår vikingarnas plundringståg och handelsresor längs Europas kuster och floder. Europas mäktigaste härskare, karolingerkungen Karl den store, dör 814 och några decennier senare splittras det stora Frankerriket. Ludvig den fromme, Karl den stores son, sänder munken Ansgar på missionsresa till Norden. Påven i Rom, en betydelsefull politisk aktör, är i ständig teologisk konflikt med Patriarken i Konstantinopel. Vid 800-talets slut befäster Bysantinska riket, under de makedonska kejsarna, sin ställning som en stormakt vid Medelhavsområdet och Svarta havet. 
Den viktigaste handelsvägen mellan Medelhavsländerna i väst och Kina i öst är sedan två sekler Sidenvägen. 
Under Sidenvägens guldålder (600-900) regerar Tangdynastin i Kina. I sydostasien grundas vid seklets början Khmerriket. Det kulturellt framstående Abbasidiska kalifatet styr över den muslimska världen i Nordafrika och Mellanöstern. Mayariket i Centralamerika stagnerar under 800-talet.

## Händelser

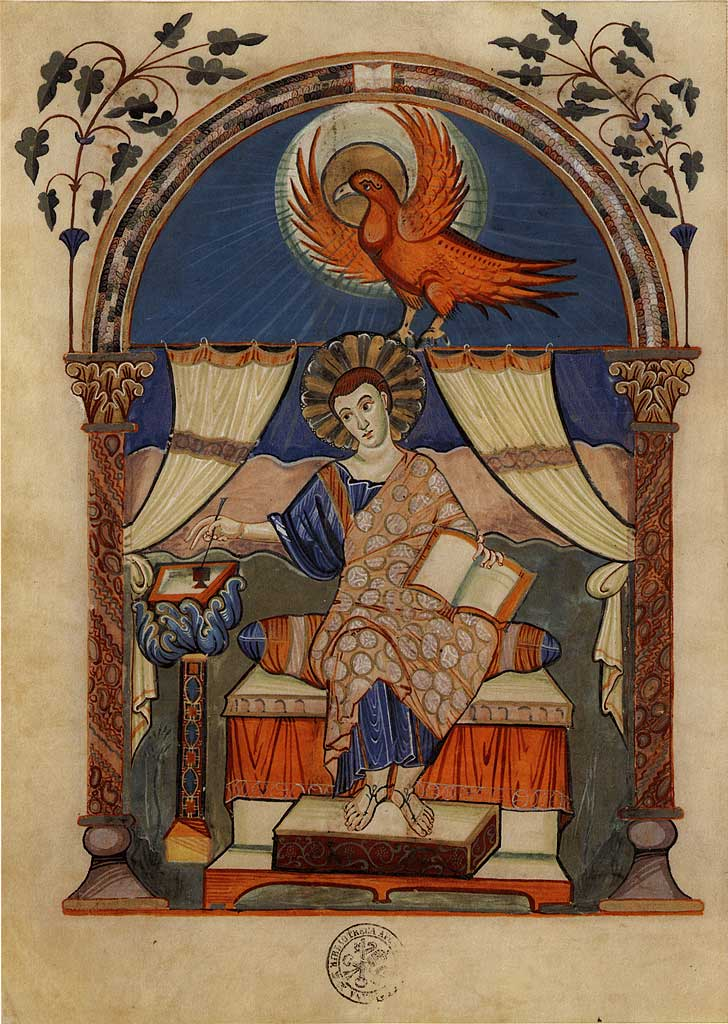
En handskrift ur den karolingska bibeln Codex Aureus av Lorsch från tidigt 800-tal.

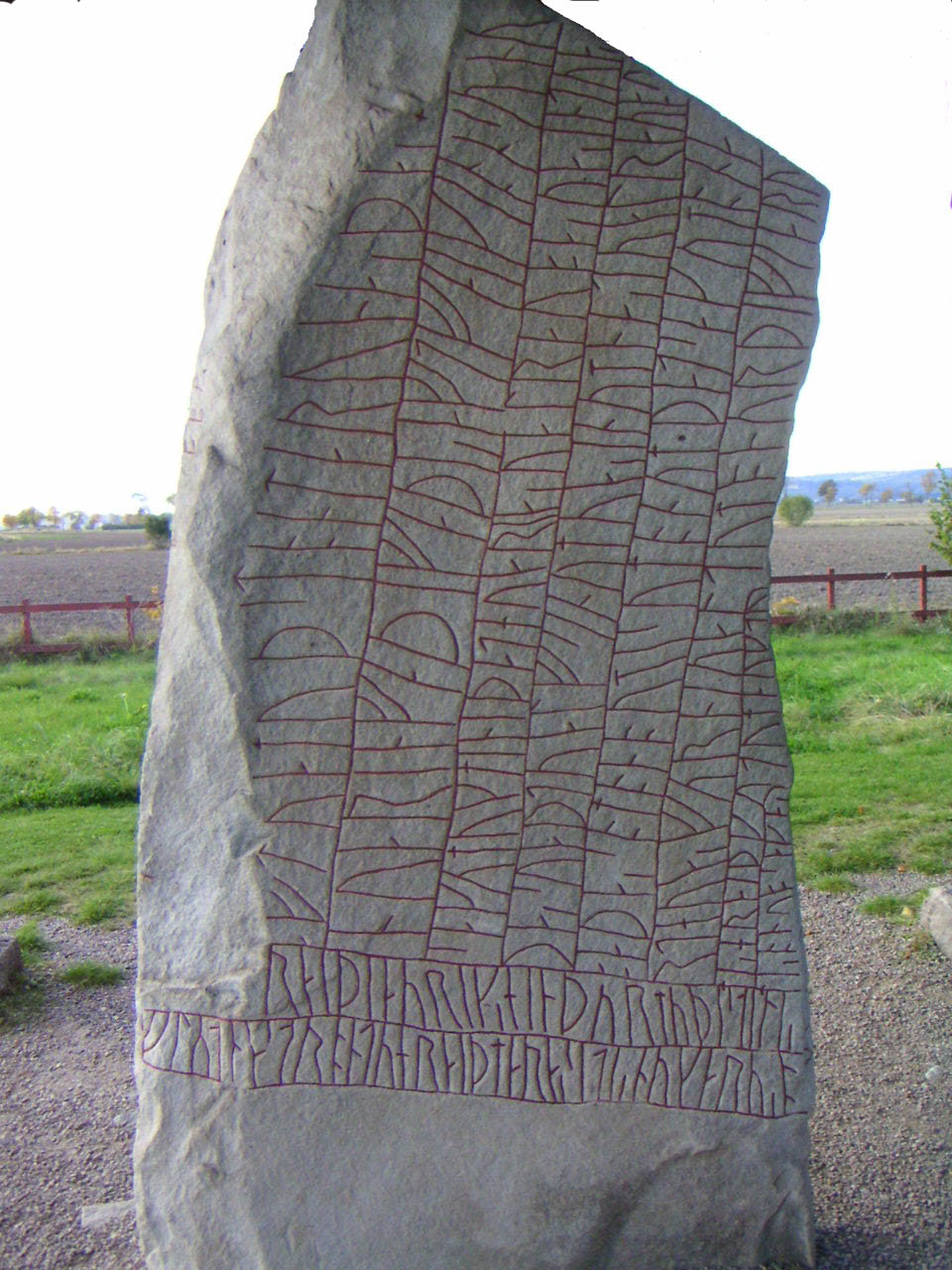
Rökstenen

- 800 – Karl den store ”Charlemagne”, Frankerrikets kung, kröns i Rom av Påven Leo III. Karl den stores rike omfattar nuvarande Frankrike, västra Tyskland och norra Italien, med huvudstaden Aachen.
- ca 804 – Den danske kungen Godfred angriper Friesland vid nordsjökusten och förhandlar med Karl den store .
- 814 – Karl den store dör, efterträds av Ludvig den fromme.
- 829 – Munken Ansgar från Bremen åker på missionsresa och kommer till Birka där en liten kristen församling bildats. Strax efter att Ansgar har återvänt till Bremen (831) upplöses dock den kristna församlingen.
- 836 – Abbasidiska kalifatet byter huvudstad från Bagdad till Samarra.
- 841 – Vikingar grundar staden Dublin på Irlands östkust.
- 841 – Vikingaflottor går uppför den franska floden Seine.
- 843 – Genom Fördraget i Verdun 843 delas det Frankiska riket upp i tre delar; i väst det rike som senare blir Frankrike, i öst det rike som blir det tysk-romerska och mellan dessa norra Italien och Lotharingien (ungefär motsvarande dagens Nederländerna, Belgien, Rhenlandet, Lorraine och Alsace).
- 844 – De iberiska städerna Lissabon, Cádiz och Sevilla attackeras av vikingar.
- 845 – Hamburg skövlas av en vikingflotta.
- 853 – Ansgar gör ett nytt besök i Birka och återupprättar den kristna församling som hade upplösts.
- 860 – Vikingar angriper de italienska städerna Luna och Pisa.
- 862 – Vikingarna i öst, kallade ruser eller varjager, grundar under Ruriks hövdingaskap Kievriket.
- 875 – Vikingar ledda av svensken Gardar Svavarsson kommer till Island, där redan några irländska eremitmunkar är bosatta.
- 885–886 – Paris belägras av vikingar.
- Rökstenen, den största runstenen i Norden, ristas under detta århundrade.

## Födda
- Slutet av århundradet – Gorm den gamle, kung av Danmark 934–958

## Avlidna
- 814 – Karl den store, frankisk kung.
- 865 – Ansgar, munk, missionär, helgon
- 879 – Rurik, grundaren av Kievriket.